# Prodan Gardžev
Prodan Stojanov Gardžev (in bulgaro Продан Стоянов Гарджев?; Rosenovo, 8 aprile 1936 – Burgas, 5 luglio 2003) è stato un lottatore bulgaro, specializzato nella lotta libera.
Ha rappresentato la Bulgaria a tre edizioni consecutive dei Giochi olimpici estivi: Roma 1960 Tokyo 1964 e Città del Messico 1968, gareggiando nella categoria dei pesi medi. Si laureò campione olimpico nell'edizione nipponica, mentre vinse il bronzo in quella messicana in cui fu anche portabandiera nel corso della cerimonia d'apertura.

## Palmarès

### Olimpiadi
- 2 medaglie:
  - 1 oro (Tokyo 1964 negli 87 kg)
  - 1 bronzo (Città del Messico 1968 negli 87 kg)

### Mondiali
- 3 medaglie:
  - 2 ori (Sofia 1963 negli 87 kg; Toledo 1966 negli 87 kg)
  - 1 bronzo (Manchester 1965 negli 87 kg)

### Europei
- 2 medaglie:
  - 1 argento (Skopje 1968 negli 87 kg)
  - 1 bronzo (Istanbul 1967 negli 87 kg)